# Karl Schmidt-Wolfratshausen
Karl Schmidt-Wolfratshausen, eigentlich Karl Schmidt (* 10. Januar 1891 in Wolfratshausen, Königreich Bayern; † 14. März 1971 in Nabburg, Oberpfalz) war ein deutscher Grafiker und Maler.

## Leben
Karl Schmidt wurde am 10. Januar 1891 in Wolfratshausen geboren, wo sein Vater Arzt war. In München besuchte er das Ludwigsgymnasium. Erstmals fiel sein Talent auf, als er eine Serie mit Porträts seiner Lehrer als Linolschnitte verfertigte. Auch an satirischen Zeitschriften beteiligte er sich.
Nach dem Abitur begann er ein Architekturstudium in Nürnberg, im Anschluss besuchte er die Königliche Kunstgewerbeschule München, die 1913–1924 von Richard Riemerschmid geleitet wurde. Dort kam er mit dem Konzept des Gesamtkunstwerkes in Berührung, was ihn später bei der Gestaltung seines Nabburger Wohnhauses Anregung gab.
1918 heiratete er Martha Söldner, das Ehepaar bekam einen Sohn.
1920 unternahm er eine Studienfahrt nach Südtirol und Oberitalien. Damit begann die erste Periode seines grafischen Schaffens. Im Münchner Glaspalast konnte Karl Schmidt Farbradierungen und Linolschnitte, sowie Lithographien ausstellen, die er auch über Kunstverlage verkaufte. Daneben illustrierte er Bücher. Wegen der Häufigkeit seines Namens nahm er sich ein Beispiel an seinem Künstlerkollegen Karl Schmitt-Rottluff: Als Künstlernamen hängte er den Ort seiner Herkunft an seinen Namen an und nannte sich nun Karl Schmidt-Wolfratshausen, um unverwechselbar zu sein. Gelegentlich nannte er sich auch Kare Schmidt-Wolfratshausen.
Weil er in München kein Atelier fand und da seine Frau Martha von ihrem Urgroßvater ein historisches Ackerbürgerhaus aus dem 17. Jahrhundert in Nabburg geerbt hatte, zog die Familie 1923 in die oberpfälzische Stadt.

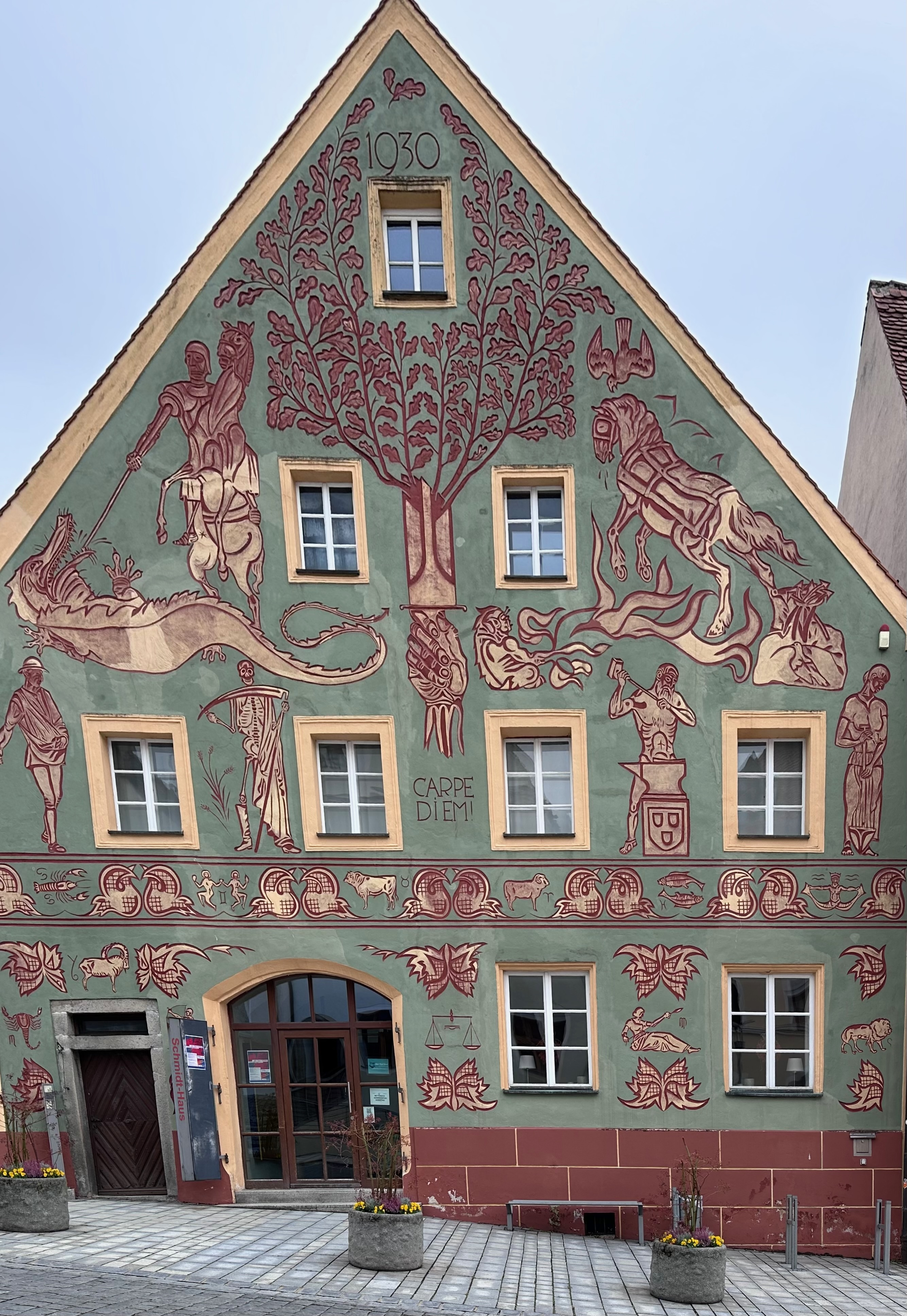
Die von Karl Schmidt-Wolfratshausen gestaltete Fassade des Schmidt-Hauses am Oberen Markt.

Schmidt-Wolfratshausen baute das Anwesen in bester Lage in der Nabburger Oberstadt in den 1920er und 1930er Jahren um. Dabei gestaltete er eine auffällige Fassade mit Sgraffitos; in den Innenräumen verlegte er in einzelnen Räumen Mosaike. Ein Teil der Zimmer kann noch original neben den für Ausstellungen zur Verfügung stehenden Räumen des „Schmidt-Hauses“ besichtigt werden. Das Haus dient heute als Kulturzentrum.
Als Bauschätzer der Bayerischen Brandversicherung verfügte der Künstler über ein festes Einkommen, was es ihm ermöglichte nebenher ein künstlerisches Werk von enormen Umfang zu schaffen: Von Malerei über Skulptur, Druckgraphik, Karikaturen und Groteske.
Im Zweiten Weltkrieg wurde Karl Schmidt sowohl an die West- als auch an die Ostfront geschickt. Seine Kriegserlebnisse verarbeitete er in Bildern, die er 1942 in der Münchner Ausstellung „Kunst und Front“ präsentierte. Kurz vor Kriegsende leitete er noch den Nabburger Volkssturm.
Nach Kriegsende führte Karl Schmidt sein künstlerisches Werk fort, er experimentierte mit verschiedensten Techniken und machte weitere Studienreisen nach Italien, Frankreich, Spanien und Portugal.
1969 wurde Karl Schmidt zum Ehrenbürger der Stadt Nabburg ernannt. Zwei Jahre später, am 14. März 1971, starb Karl Schmidt 80-jährig in seiner Wahlheimat. Seinen Nachlass vermachte das Ehepaar Schmidt der Stadt.

## Publikationen
- Jean Paul: Leben des vergnügten Schulmeisterlein Maria Wuz in Auenthal. Mit Federzeichnungen von Karl Schmidt-Wolfratshausen, Phoebus-Verlag, München 1919
- Karl Stieler: Ein Winteridyll mit Federzeichnungen von Kare Schmidt-Wolfratshausen, Phoebus-Verlag, München 1919
- Hans Jakob Christoffel von Grimmelshausen: Grimmelshausen's Simplizius Simplizissimus : In 35 Linolschnitten von Kare Schmidt-Wolfratshausen mit Einleitung von Richard Braungart, Bischoff, München 1919
- Steffi Pawlowski: Jörg wartet auf den Vater. Mit Zeichnungen v. Karl Schmidt-Wolfratshausen, Holzner, Kitzingen 1953

## Gruppenausstellungen
- o. J.:  Glaspalast, München
- 1942: Kunst und Front, München
- 1951: Meisterwerke der Münchner Pinakotheken, Amberg
- 1956: Deutsche Malerei der Gegenwart, Hof